# Karmen Pedaru
Karmen Pedaru, född 10 maj 1990 i Kehra i norra Estland, är en estländsk fotomodell. Hon upptäcktes 2005 och fick kontrakt hos Next Models. Sedan dess har hon modellat för bland andra Marc Jacobs, Donna Karan, Givenchy och Dries Van Noten. Hon har gjort reklam för Chloe, Gucci, Jill Stuart, Missoni, Nicole Farhi, Ralph Lauren och Derek Lam. 
2011 blev Pedaru Michael Kors officiella modell.
Hon har mannekängat åt en rad modeskapare: Shiatzy Chen, Alexander McQueen, Chanel, Christian Dior, D&G, Diane von Furstenberg, Louis Vuitton, Roberto Cavalli, Versace och Yves Saint Laurent. Hon har förekommit i modetidskrifterna Numéro, Harper's Bazaar, Elle, och Vogue.